# Hành tinh sao đôi

Hình thái cổ điển của các hệ hành tinh sao đôi (không theo tỷ lệ), trong đó A và B là các sao chính và sao phụ, còn ABb là hành tinh sao đôi.

Hành tinh sao đôi (tiếng Anh: circumbinary planet) là một hành tinh quay quanh hai ngôi sao thay vì một ngôi sao như chúng ta được biết. Các hành tinh nằm trong quỹ đạo ổn định xung quanh một trong hai ngôi sao trong hệ sao đôi được biết đến. Các nghiên cứu mới cho thấy có một dấu hiệu mạnh rằng hành tinh và các ngôi sao đều bắt nguồn từ một đĩa duy nhất.

## Danh sách các hành tinh sao đôi

### Các hành tinh sao đôi được xác nhận
| No. | Hệ sao            | Hành tinh | Khối lượng (khối lượng Sao Mộc)      | Bán trục lớn (AU)                          | Chu kỳ quỹ đạo (ngày)                     | Đường kính Ref. | Phát hiện | Phương pháp phát hiện       | Thời điểm phát hiện |
| --- | ----------------- | --------- | ------------------------------------ | ------------------------------------------ | ----------------------------------------- | --------------- | --------- | --------------------------- | ------------------- |
| 1   | PSR B1620-26      | b         | 2 ± 1                                | 23                                         | ~ 24,820                                  | [ 3 ]           | 1993      | Pulsar timing               | Tháng 7 năm 2003    |
| 2   | HD 202206         | c         | 2.179                                | 2.4832                                     | 1397.445 ± 19.056                         | [ 5 ]           | 2005      | Vận tốc xuyên tâm           | Tháng 9 năm 2005    |
| 3   | DP Leonis         | b         | 6.05 ± 0.47                          | 8.19 ± 0.39                                | 10,220 ± 730                              | [ 7 ]           | 2010      | Sự che khuất sao đôi        | Tháng 1 năm 2010    |
| 4   | NN Serpentis      | c         | 6.91 ± 0.54                          | 5.38 ± 0.20                                | 5,657.50 ± 164.25                         | [ 9 ]           | 2010      | Che khuất sao đôi           | Tháng 10 năm 2010   |
| 5   | NN Serpentis      | b         | 2.28 ± 0.38                          | 3.39 ± 0.10                                | 2,828.75 ± 127.75                         | [ 9 ]           | 2010      | Che khuất sao đôi           | Tháng 10 năm 2010   |
| 6   | Kepler-16         | b         | 0.333 ± 0.016                        | 0.7048 ± 0.0011                            | 228776+0020 −0037                         | [ 10 ]          | 2011      | Quá cảnh                    | Tháng 9 năm 2011    |
| 7   | Kepler-34         | b         | 0.220 ± 0.0011                       | 1.0896 ± 0.0009                            | {\displaystyle 288.822_{-0.081}^{+0.063}} | [ 11 ]          | 2012      | Quá cảnh                    | Tháng 1 năm 2012    |
| 8   | Kepler-35         | b         | 0.127 ± 0.02                         | 0.603 ± 0.001                              | {\displaystyle 131.458_{-0.105}^{+0.077}} | [ 11 ]          | 2012      | Quá cảnh                    | Tháng 1 năm 2012    |
| 9   | NY Virginis       | b         | 2.85                                 | 3.457                                      | 3073.3                                    | [ 12 ]          | 2012      | Che khuất sao đôi           | Tháng 2 năm 2012    |
| 10  | RR Caeli          | b         | 4.2 ± 0.4                            | 5.3 ± 0.6                                  | 4,343.5 ± 36.5                            | [ 14 ]          | 2012      | Che khuất sao đôi           | Tháng 5 năm 2012    |
| 11  | Kepler-38         | b         | < 0.384                              | 0.4644 ± 0.0082                            | {\displaystyle 105.595_{-0.038}^{+0.053}} | [ 15 ]          | 2012      | Quá cảnh                    | Tháng 10 năm 2012   |
| 12  | Kepler-47         | b         | 0.027 ± 0.005                        | 0.2956 ± 0.0047                            | {\displaystyle 49.514_{-0.027}^{+0.040}}  | [ 16 ]          | 2012      | Quá cảnh                    | Tháng 9 năm 2012    |
| 13  | Kepler-47         | c         | 0.07 ± 0.061                         | 0.989 ± 0.016                              | {\displaystyle 303.158_{-0.020}^{+0.072}} | [ 16 ]          | 2012      | Quá cảnh                    | Tháng 9 năm 2012    |
| 14  | PH1               | b         | < 0.532                              | 0.634 ± 0.011                              | {\displaystyle 138.506_{-0.092}^{+0.107}} | [ 17 ]          | 2013      | Quá cảnh                    | Tháng 5 năm 2013    |
| 15  | FW Tau AB         | b         | 10 ± 4                               | 330 ± 30                                   | ?                                         | [ 18 ]          | 2014      | Chụp ảnh                    | Tháng 1 năm 2014    |
| 16  | ROXs 42B          | b         | 9 ± 3                                | 140 ± 10                                   | ?                                         | [ 18 ]          | 2014      | Chụp ảnh                    | Tháng 1 năm 2014    |
| 17  | HD 106906         | b         | 11 ± 2                               | 650                                        | ?                                         | [ 20 ] [ 21 ]   | 2014 [A]  | Chụp ảnh                    | Tháng 1 năm 2014    |
| 18  | Kepler-413        | b         | {\displaystyle 0.21_{-0.07}^{+0.07}} | {\displaystyle 0.3553_{-0.0018}^{+0.0020}} | {\displaystyle 66.262_{-0.021}^{+0.024}}  | [ 22 ]          | 2014      | Quá cảnh                    | Tháng 3 năm 2014    |
| 19  | Kepler-453        | b         | < 0.05                               | 0.7903 ± 0.0028                            | 240.503 ± 0.053                           | [ 23 ]          | 2014      | Quá cảnh                    | Tháng 9 năm 2014    |
| 20  | Kepler-1647       | b         | 1.52 ± 0.65                          | 2.7205 ± 0.0070                            | 1107.5923 ± 0.0227                        | [ 24 ]          | 2016      | Quá cảnh                    | 2016                |
| 21  | OGLE-2007-BLG-349 | b         | 0.25 ± 0.041                         | 2.59                                       | ?                                         | [ 25 ]          | 2016      | Microlensing                | Tháng 9 năm 2016    |
| 22  | MXB 1658-298      | b         | 23.5 ± 3.0                           | 1.6 ± 0.1                                  | 760                                       | [ 26 ] [ 27 ]   | 2017      | Che khuất tia X theo chu kỳ | 2017                |
| 23  | KIC 5095269       | b         | 7.70 ± 0.08                          | 0.795 - 0.805                              | 237.7 ± 0.1                               | [ 28 ]          | 2017      | Che khuất sao đôi           | 2017                |

A  Hành tinh được phát hiện vào năm 2014 nhưng sao chủ trong hệ đôi được phát hiện vào năm 2016.

### Các hành tinh sao đôi chưa được xác định hoặc nghi ngờ
| Hệ sao            | Hành tinh | Khối lượng (Khối lượng Sao Mộc) | bán trục lớn (AU) | Chu kỳ quỹ đạo | Đường kính Ref. | Phát hiện | Phương pháp phát hiện |
| ----------------- | --------- | ------------------------------- | ----------------- | -------------- | --------------- | --------- | --------------------- |
| MACHO-1997-BLG-41 | b         | ~3                              | ~7                | ?              |                 | 1999      | Microlensing          |

† Chu kỳ quỹ đạo được tính theo năm

### Các hành tinh quay quanh HD 202206 có phải là hành tinh sao đôi?
HD 202206 là một ngôi sao giống Mặt Trời có hai vật thể quay quanh nó, có khối lượng lần lượt là 17 khối lượng Sao Mộc và 2,4 khối lượng Sao Mộc. Sự phân loại của HD 202206 b như một sao lùn nâu hoặc một "siêu hành tinh" hiện tại rất rõ ràng. HD 202206 b thực sự là một sao lùn nâu có khối lượng 0,089 khối lượng Mặt Trời. Cả hai hành tinh có thể hình thành trong một đĩa tiền hành tinh mà một vật thể phía trong hình thành nên một siêu hành tinh, hoặc hành tinh phía ngoài có thể hình thành trong một đĩa quanh sao đôi. Phân tích động lực học sâu hơn về hệ cho thấy một cộng hưởng quỹ đạo trung bình 5:1 giữa hành tinh và sao lùn nâu  Các quan sát này khơi dậy câu hỏi về cách thức hệ này hình thành, nhưng các mô phỏng chỉ rằng một hành tinh hình thành trong một đĩa quanh sao đôi có thể dịch chuyển vào bên trong nhưng lại bị rơi vào mức cộng hưởng.